# Ирак на Сурдлимпийских играх
Ирак участвует в летних Сурдлимпийских играх с Игр 2013 года, в зимних Сурдлимпийских играх на настоящий момент не участвовали ни разу. По состоянию на лето 2023 медалей на Играх ещё не выигрывали.